# Pascal's Wager (jogo eletrônico)
Pascal's Wager é um jogo eletrônico de RPG de ação estilo Soulslike desenvolvido pela TipsWorks e publicado pela Giant Network e Yooreka Studio para Android, iOS, Microsoft Windows e Nintendo Switch.

## Jogabilidade
Os jogadores controlam o personagem Terrence, um mensageiro que está procurando por sua esposa desaparecida em uma terra tomada pela escuridão. Pascal's Wager é um Soulslike um subgênero de RPGs de ação que se concentram em batalhas difíceis contra chefes e tempo preciso durante o combate. Vários outros personagens se juntam a Terrence durante sua missão e os jogadores podem usá-los para lutar em batalhas. Durante as batalhas, os jogadores devem gerenciar sua sanidade. Cada golpe que eles fazem, faz com que percam um pouco de sanidade e ficar insano, e concede aos inimigos ataques poderosos adicionais. Outro medidor que é preenchido após fazer ataques, permite que os jogadores façam seus próprios ataques especiais. Após a morte, os jogadores perdem parte de sua moeda que é usada para atualizações, e eles retornam a um ponto de verificação.

## Desenvolvimento
O jogo Pascal's Wager foi desenvolvido na China. A TipsWorks foi fundada em 2016 por desenvolvedores que já haviam trabalhado em jogos de console. Não gostando do modelo free-to-play comum em jogos para celular, eles decidiram produzir um grande jogo no estilo console para dispositivos móveis. Sua principal influência foram os jogos Souls da From Software, mas eles também citaram God of War, For Honor e Horizon: Zero Dawn. Pascal's Wager foi inicialmente planejado para ser um jogo multijogador, mas o feedback dos jogadores os convenceu a adotar uma abordagem mais baseada na história.
A Giant Network publicou Pascal's Wager para iOS em 16 de janeiro de 2020, para Android em 25 de junho de 2020, e para o Windows em 12 de março de 2021. O Yooreka Studio publicou o jogo para o Nintendo Switch em 14 de julho de 2022. O DLC Tides of Oblivion, que adiciona uma nova terra para explorar, foi lançado em agosto de 2020, e Dance of the Throne, que adiciona um novo personagem jogável, foi lançado pela primeira vez em agosto de 2022.

## Recepção
No Metacritic, Pascal's Wager recebeu críticas positivas para iOS. e críticas mistas para o Windows. A Digital Trends disse que tem "escrita e dublagem horríveis", mas sentiu que a jogabilidade é impressionante para um jogo de celular. O Polygon o chamou de um clone descarado de Dark Souls com um enredo terrível, mas o recomendou para jogadores que querem jogarem um jogo Soulslike em dispositivos móveis. Amos os sites disseram que jogar com um controle em dispositivos móveis era obrigatório devido aos controles baseados em toque ruins. Embora não tenha ficado impressionado com os gráficos ou dublagem, oTouchArcade disse  que "é ótimo jogar apesar de suas peculiaridades". Analisando Pascal's Wager no Nintendo Switch, o Digitally Downloaded disse que é "brutalmente desajeitado", sem criatividade e uma porta móvel ruim.